# سدم رباعي الأجزاء
السُدم رباعي الأجزاء (باللاتينية: Sedum tetramerum) نوع نباتي يتبع جنس السدم من الفصيلة المخلدية.

## الموئل والانتشار
موطنه بلاد الشام وأرمينيا.